# Louis Leplée
Louis Leplée (* 7. April 1883 in Bayonne, Frankreich; †  6. April 1936 in Paris) war ein französischer Nachtclubbesitzer, der 1935 die französische Chanson-Sängerin Édith Piaf entdeckte. Piaf spielte im beliebten Pariser Nachtlokal Le Gerny als „Môme Piaf“ (Kleiner Spatz).
Leplée wurde am 6. April 1936 in seiner Wohnung in Paris ermordet. Piaf wurde intensiv von der Polizei befragt.

## In der populären Kultur
Louis Leplée wurde durch Gérard Depardieu in dem Film La vie en rose dargestellt.